# Lantis
Lantis Co., Ltd. foi uma empresa japonesa que funcionou como gravadora para vários músicos japoneses, além de trilhas sonoras de animes e jogos de vídeo games. Foi fundada em 26 de novembro de 1999 e se tornou parte da Bandai Visual em maio de 2006, sendo está já subsidiária da Banda Namco Holdings. Em fevereiro de 2018, foi anunciado que a Lantis se fundiria com a Banda Visual para criar uma nova empresa chamada Bandai Namco Arts. A fusão se oficializou em 1º de abril de 2018. Lantis agora é um selo dentro desta nova empresa.

## História
Para fundar a gravadora, um grande capital era necessário. O fundador, Shunji Inoue, cancelou seu próprio seguro de vida para juntar o dinheiro. O nome "Lantis" foi sugerido pelo mangaká Kia Asamiya, criador de Silent Möbius.A Lantis foi fundada com apenas quatro funcionários em um escritório alugado com apenas um telefone e uma copiadora do próprio Inoue.
A gravadora não tinha capacidade para distribuição para vendas, e buscaram parcerias. Acabaram fechando contrato com a King Records, mas as reuniões eram feitas no café de um hotel porque Inoue inventava a desculpa de que "o escritório estava muito cheio", não querendo revelar a precariedade da estrutura que possuíam na época.
I'm in You, de Hironobu Kageyama, foi o primeiro álbum lançado pela gravadora, então ainda muito jovem, pequena e sem muitos recursos. Inoue, sendo amigo e parceiro musical de longa data de Kageyama e parte da mesma banda, LAZY, o convidou para para fazer um álbum cheio de arranjos acústicos porque era muito mais barato para gravar. Até as fotos do álbum foram feitas dentro do mesmo estúdio. O estúdio estava tão desprovido de capital que, quando os encartes do CD chegaram da gráfica com um erro de ortografia justamente no nome do artista (veio como "KAGEYAMA H"O"RONOBU"), eles não tinham dinheiro para encomendar reimpressões e mandaram fazer pequenos adesivos com o nome correto para colarem manualmente nos encartes.

## Artistas
Estes músicos fazem ou já fizeram parte da gravadora.
- Granrodeo[4]
- Yousei Teikoku[5]
- JAM Project[6]
- Hironobu Kageyama[3]